# Sanfermines de 1978

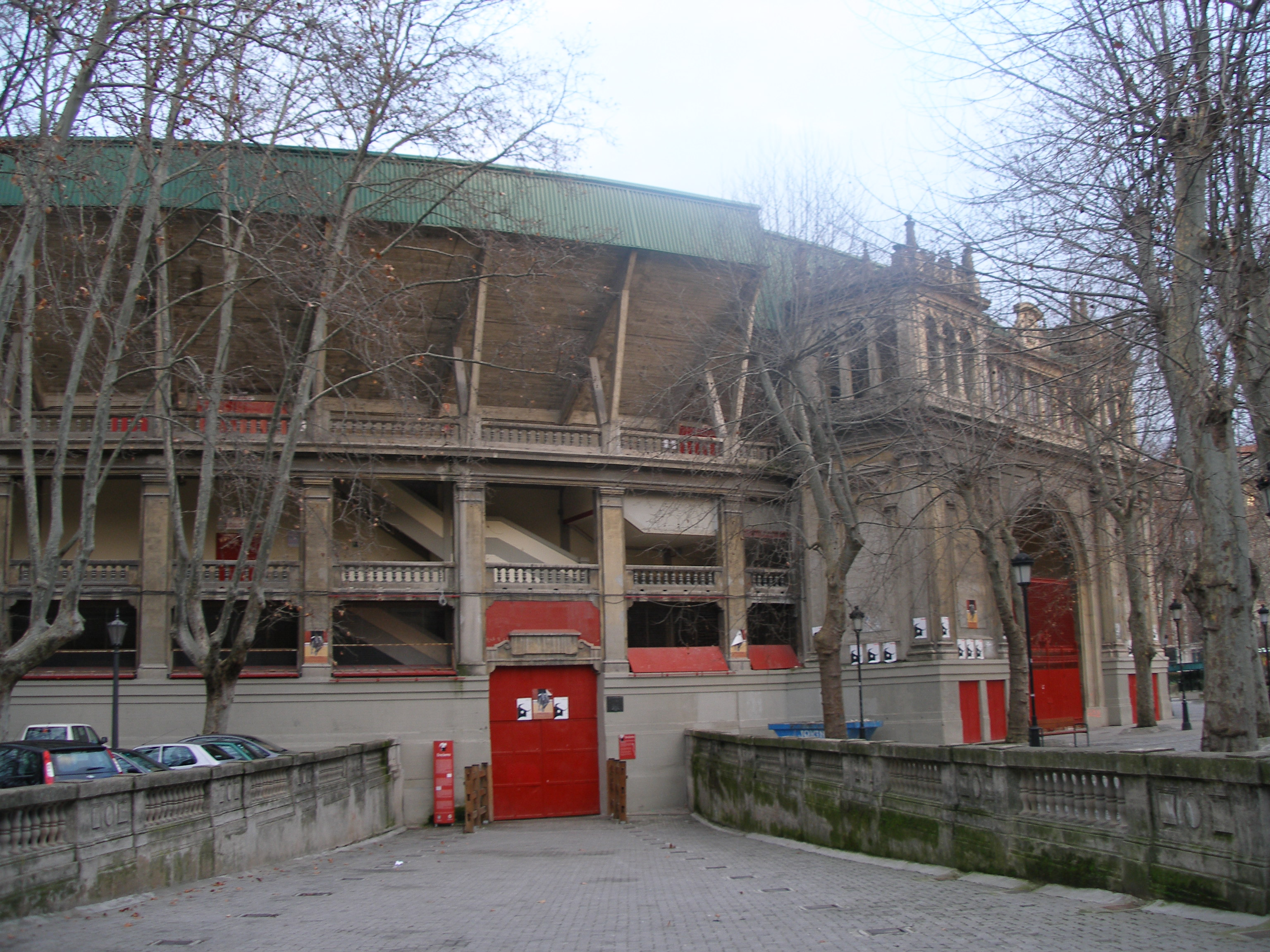
La Policía Armada entró al interior de la plaza de toros por la puerta del callejón, que se ve en la fotografía.

En los Sanfermines de 1978, el 8 de julio de 1978 en Pamplona (España), tras el despliegue de una pancarta en favor de la amnistía total, la Policía Armada intervino dejando más de 150 heridos y un estudiante muerto por un tiro en la frente. Esta intervención llevó una huelga general en Navarra y protestas que se extendieron por Álava, Guipúzcoa, Vizcaya y el resto de Navarra. Estos sucesos nunca fueron juzgados.

## Relato de los hechos
Se iniciaron tras la irrupción de la Policía Armada en la plaza de toros de Pamplona, donde había 20 000 personas. La intervención había sido precedida porque en la bajada tradicional de las peñas al ruedo, al finalizar la corrida hacia las 20:45 horas, un grupo de personas portaba una pancarta a favor de la amnistía, produciéndose protestas desde otro sector, llevando a enfrentamientos verbales y alguno físico.[cita requerida]
Entraron entonces unos cuarenta agentes de la policía, conocidos entonces como "grises" por su indumentaria, con material antidisturbios y con el comisario de la Policía de Pamplona, Miguel Rubio.
Se utilizó indiscriminadamente abundante material antidisturbios, con disparos de pelotas de goma y botes de gases lacrimógenos contra los jóvenes que estaban en la arena así como contra los que estaban en las gradas. Parte del público salió por el patio de caballos y otros se refugiaron en los pasillos del interior, mientras que otro sector tiraba objetos a los miembros policiales. Estos respondieron con fuego real que produjo siete heridos de bala, del total de 55 heridos que fueron atendidos en la enfermería de la plaza.
Unos quince minutos después de iniciarse los incidentes, hacia las 21.00 horas, otro grupo de unos 40 agentes entró por el patio de caballos que, utilizando también sus armas de fuego, llegó al interior de la plaza. Mientras tanto, un grupo de personas escapaba de la plaza oculto en un camión frigorífico, que se utiliza para trasladar la carne de los toros.
Con respecto al inicio de los incidentes, una "comisión de investigación", creada por las peñas y en la que formaba parte el abogado Ángel Ruiz de Erenchun, tras recoger numerosas pruebas, proporcionó el siguiente informe:

Tras el último toro, el noveno de los que habían aparecido en el ruedo, alrededor de cincuenta personas bajaron desde el tendido seis al ruedo, en donde desplegaron una pancarta verde en la que con letras blancas se leía: «AMNISTIA TOTAL PRESOAK KALERA. SAN FERMIN SIN PRESOS». Desde ese mismo tendido, y una vez extendida la pancarta, comenzaron a dar una vuelta al ruedo mientras en los tendidos las opiniones se dividían. Unos aplaudían y otros silbaban.

Hacia la mitad del tendido 3, una persona sin identificar, de unos 45-50 años, comenzó a insultar a los que estaban en el ruedo mientras diversas personas de su alrededor tiraban a la arena varias almohadillas y alguna botella vacía de champagne. La reacción de los que estaban en el ruedo -alrededor de cien personas- fue inmediata. Un grupo subió hasta el tendido intercambiando con los que les habían arrojado las almohadillas y botellas, golpes e insultos. Sin que la bronca hubiera terminado, el público de la plaza comenzó a gritar, de forma casi unánime: «San Fermín, San Fermín».

Cuando parecía que volvía la calma, los txikis de las peñas entraron por el callejón, nada más abrirse la puerta, con sus charangas y pancartas. Inmediatamente detrás y a escasos segundos, irrumpían violentamente unos 40 miembros de la policía armada, con dotación de material antidisturbios, junto con D. Miguel Rubio, comisario jefe de Pamplona. En los primeros momentos se pudo ver como Rubio daba órdenes de cargar contra los mozos que estaban en la arena, y en consecuencia los miembros de la policía armada, que eran de la dotación de Pamplona, iniciaron una carga violenta con empleo de abundantes disparos de pelotas de goma y botes de humo, y golpeando con las porras.

Los altercados se extendieron rápidamente por toda la ciudad, convirtiéndose en un auténtico campo de batalla urbano y llegando las barricadas a las cercanías del Gobierno Civil. 
El gobernador civil Ignacio Llano convocó a los representantes sindicales, políticos y a representantes de las peñas para intentar apaciguar la situación, sin lograrlo.
La policía siguió utilizando sus armas de fuego en forma de ráfagas de metralleta y en la calle Roncesvalles, hacia las 22:15, resultó muerto Germán Rodríguez de un tiro en la cabeza, concretamente en la frente. Tres jóvenes que vieron cómo caía lo trasladaron al hospital junto a otro herido de bala, aunque allí no pudieron hacer nada por salvar su vida. En ese lugar se encontraron 35 impactos de bala.
Posteriormente se contabilizaron más de 150 heridos, de ellos once con heridas de bala. Según Rodolfo Martín Villa, ministro del Interior en aquel momento, solo en seis horas y en la zona del centro de Pamplona se hicieron 7000 disparos de material antidisturbios y 130 disparos de bala.
El grado de violencia empleado quedó reflejado en las órdenes que se daban desde la central a los policías por radio, y que fueron grabadas:

Preparad todas las bocachas y tirad con todas las energías y lo más fuerte que podáis. No os importe matar.

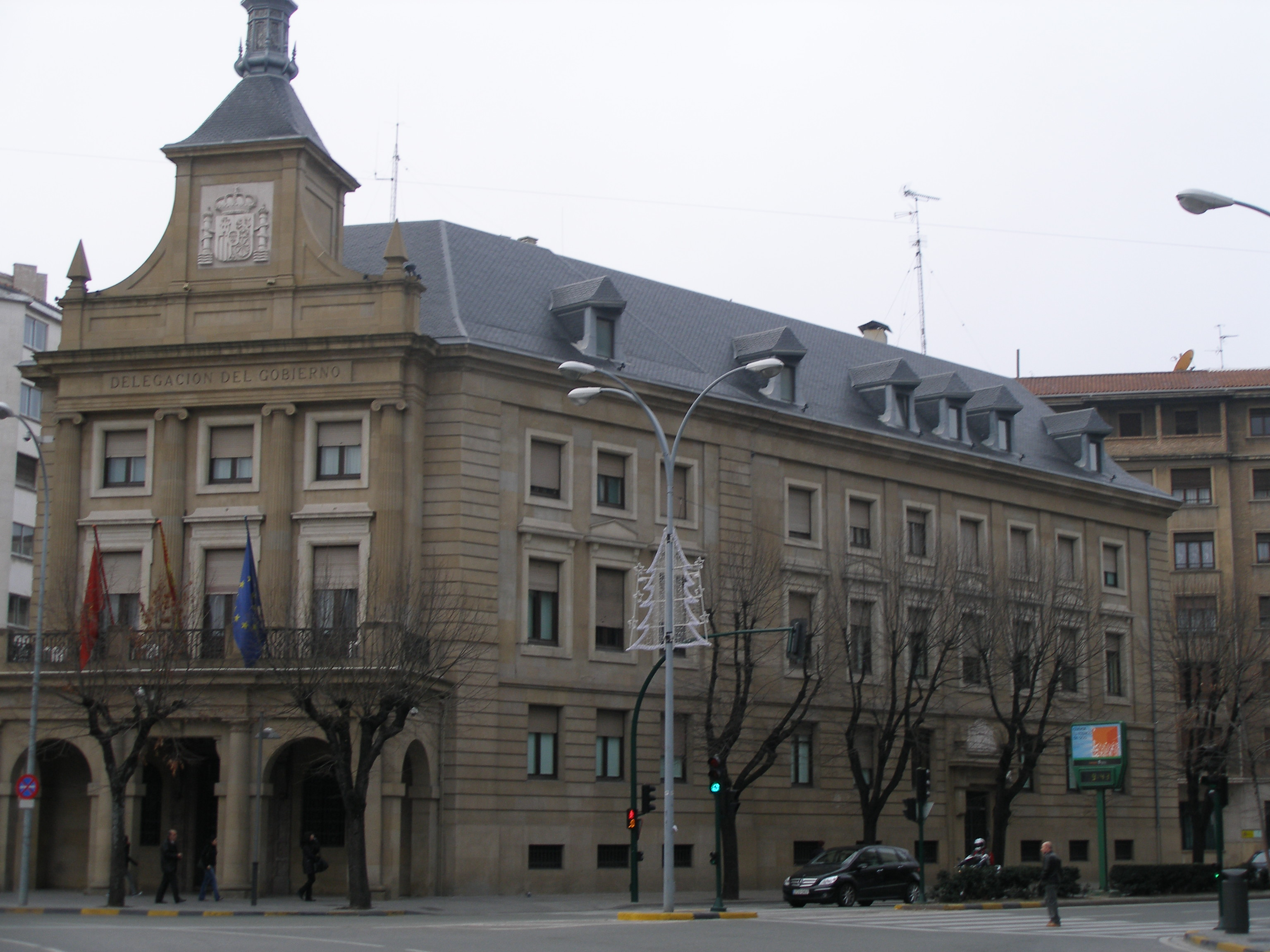
Desde el edificio del Gobierno Civil se daban las órdenes por radio a los cuerpos policiales.

La Primera de TVE, que retransmitía la corrida en directo por televisión, emitió las imágenes de los incidentes en directo para todo el estado desde la plaza de toros. Sin embargo, misteriosamente esas imágenes desaparecieron y a día de hoy no constan en sus archivos. Estas imágenes, sin duda muy elocuentes de los hechos, solamente se han reproducido una vez desde entonces; fue en una televisión francófona por los autores del documental Sanfermines 78, Juan Gautier y José Ángel Jiménez, en 2005. Francisco Avizanda y Patxi Chocarro incluyeron en su documental Resumen de noticias. Pamplona diciembre 1977 - julio 1979  (súper 8 mm - 70 minutos) una impactante crónica de los sucesos de veinte minutos de duración. En ella se recoge una grabación casera de la emisión de La Primera de ese día en que se ve la entrada de la policía armada en la plaza y un montaje sonoro. Este documental es el único testimonio audiovisual de los hechos, y ha sido utilizado con posterioridad en otras crónicas de los hechos.
Las protestas se extendieron por todas las Provincias Vascongadas y Navarra los días siguientes, muriendo por disparos de la policía en San Sebastián el joven José Ignacio Barandiarán, el 11 de julio.
Las autoridades siempre han sostenido que fue un error, por lo que el gobernador civil Ignacio Llano fue cesado y los mandos policiales (comandante Ávila y comisario Miguel Rubio) fueron trasladados. Rodolfo Martín Villa en la rueda de prensa realizada en televisión en referencia a estos acontecimientos comparándolos a las acciones de ETA dijo:

Al fin y al cabo lo nuestro serán errores, pero lo otro son crímenes
Rodolfo Martín Villa, recogido de TVE en "Sanfermines 78"

El que era gobernador civil Ignacio Llano, afirma que cesó al comandante Ávila de forma inminente y que él mismo presentó la dimisión, aunque el ministro del interior dijera que le había cesado.
Por otra parte la comisión de investigación planteó una querella contra el comisario Rubio.
Los heridos de bala en Pamplona fueron:
- Ricardo Azcona Latasa, herido de bala en la rodilla izquierda.
- Fermín Ilundáin, herida de bala en sedal en el brazo.
- Philippe Bidegain, bala en la columna.
- 2 heridos en la Clínica Universitaria, uno de ellos con entrada y salida de bala en el muslo.
- José Ramón Vélez de Mendizábal, perforación doble de estómago y otra perforación doble de yeyuno que afecta al páncreas.
- Javier Arteta Pascual, herido de bala en mano izquierda.
- Jesús Mª Ibarrola Baranda, herido de bala en la región inguinal.
- Miguel Fdez. Díaz de Cerio, herido de bala en el tórax.
- Tomás Saso Clemente, herido de bala en la región glútea.
- Jesús García Martínez, herida de bala en el brazo con fractura de húmero.[6]

Los hechos fueron finalmente archivados sin juicio.

## Situación sociopolítica

### Año convulso en Pamplona

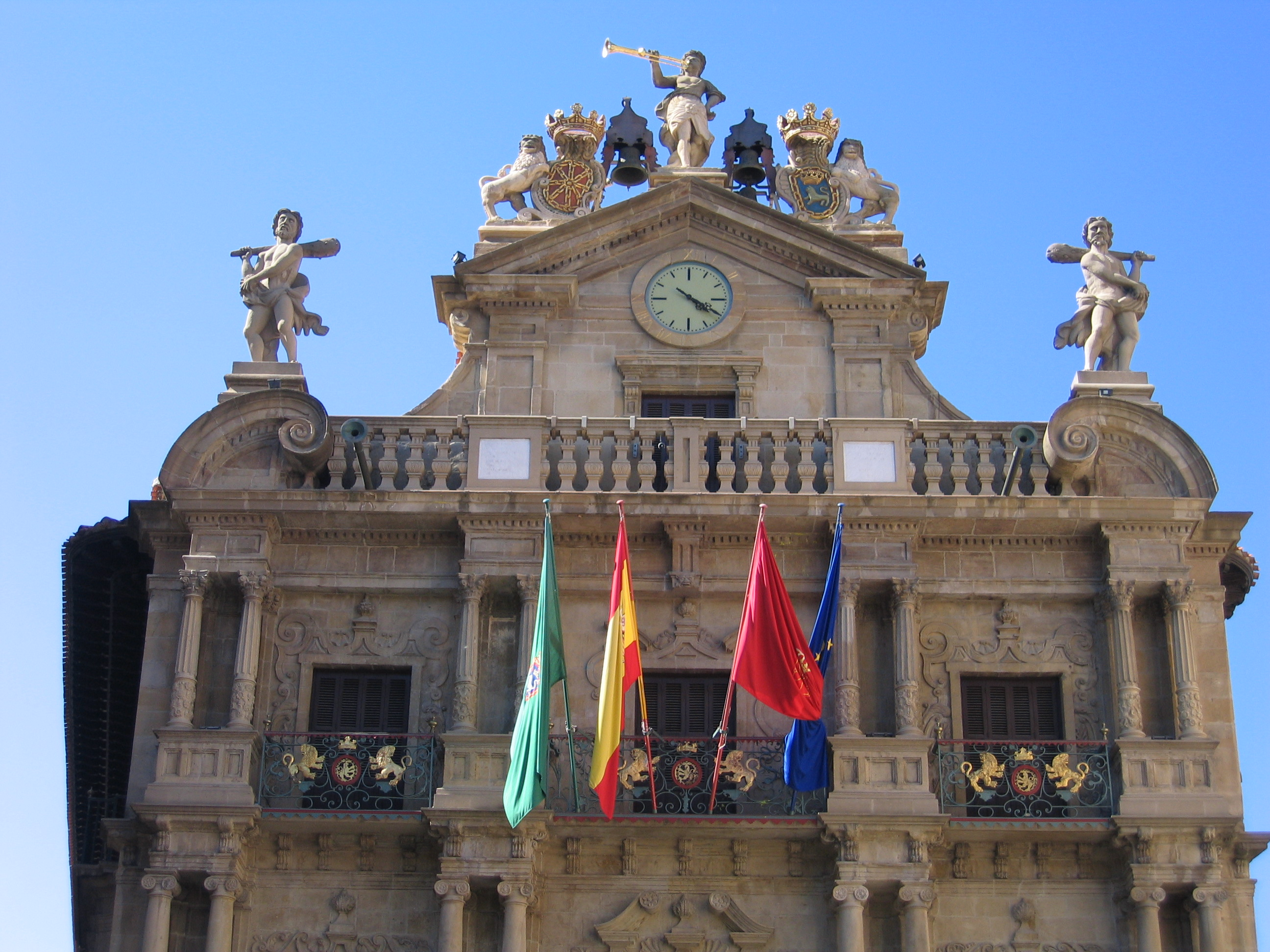
Fachada del Ayuntamiento de Pamplona. En el segundo piso se encerraron en huelga de hambre familiares de los detenidos.

Como en muchos otros puntos de España, la transición política española se estaba viviendo en Navarra con grados elevados de violencia política, sobre todo en Pamplona. Los enfrentamientos en las calles con la Policía Armada eran habituales desde la muerte de Franco. Estos llegaron a ser muy intensos en la semana proamnistía de mayo de 1977 con la muerte de dos personas en Pamplona. Además la violencia de ETA se había ido incrementando, destacando el asesinato del comandante Joaquín Imaz, que estaba al mando de la Policía Armada, el 27 de noviembre de 1977 junto a la plaza de toros de Pamplona. Para sustituirlo vino el comandante Fernando Ávila, desde la Legión española y tras solicitarlo de forma voluntaria. 
El día 9 de diciembre de 1977 el Diario de Navarra publicó una nota (en su página 3) refiriendo unas declaraciones del comandante Fernando Ávila en el diario ultraderechista El Alcázar (que publicaba con frecuencia declaraciones de militares o de policías). El comandante Ávila solicitaba el puesto del comandante Imaz por ser el siguiente en la misma promoción. El comandante Ávila no tenía experiencia en cuerpos policiales cuando ocupó un puesto difícil.
En este contexto, el 11 de enero de 1978 durante una operación policial contra ETA en Pamplona se produjo un tiroteo entre miembros de ETA y agentes del Cuerpo General de Policía que terminó con la vida de dos miembros de la organización y de un inspector de la policía
Esta situación de violencia durante los meses de 1978 se fue incrementando por las acciones de los Guerrilleros de Cristo Rey, que salían a las calles de Pamplona con cadenas y bates de béisbol. Según confiesa el que fuera gobernador civil de Navarra Ignacio Llano en el documental "Sanfermines 78",

La actividad de los grupos de extrema derecha era contemplada con pasividad por las Fuerzas de Orden Público
Ignacio Llano en "Sanfermines 78"

En la celebración del 1 de mayo, en Pamplona es el único lugar de toda España en que se producen incidentes por intervención de las Fuerzas de Orden Público en las manifestaciones reivindicativas, por lo que varias fuerzas políticas solicitaron el cese del gobernador y del comandante Ávila, que las dirigía.
El lunes 9 de mayo, a las 00:45 de la madrugada, en la, entonces, Cuesta de la Estación, muy cerca del Portal Nuevo, un artefacto explosivo escondido en la base de una farola fue activado al paso del jeep de la Guardia Civil -que volvía a casa tras prestar servicio en la Estación de la RENFE-, resultando heridos los cuatro guardias (uno de ellos hermano de la víctima mortal). La rotura de la aorta de Manuel López González determinó que éste muriera hacia las 7 horas de esa misma mañana del 9 de mayo. Manuel tenía 23 años. 
El 10 de mayo, en la calle Chapitela, fue agredido con navaja, puñetazos y patadas el subteniente de la Guardia Civil Juan Antonio Eseverri, a quien se arrebató la pistola. Eseverri falleció siete días después, el 17 de mayo. 
Los familiares de los detenidos acusaron al subteniente de estar al frente de grupos de incontrolados y de que fue él quien atacó a los detenidos. Difícilmente pudo atacar a nadie cuando Eseverri, subteniente y comandante de puesto de Villava, iba únicamente acompañado por el guardia del mismo puesto Juan Méndez Bermúdez, quien también sufrió heridas de las que tardó 24 días en curar.
La sentencia recoge la siguiente versión: Eseverri volvía a su domicilio vestido de paisano cuando se cruzó con grupos de personas que estaban atravesando coches en la calzada para enfrentarse a los ultraderechistas. El subteniente les recriminó su actitud. Uno de los aludidos le dio un fuerte empujón, abriéndosele la chaqueta y quedando al descubierto su pistola reglamentaria, incrementándose el tumulto a su alrededor. Descubierto, Eseverri disparó al aire para protegerse. Uno de los implicados le agarró del brazo e hizo que soltara el arma. Suescun esgrimió el cuchillo que solía llevar consigo y, arengado por sujetos indeterminados (“darle más, matarle”), le asestó tres puñaladas: dos en el cuello y una en el abdomen. Otros individuos, cuya identidad no consta en la causa, en un linchamiento en toda regla, aprovecharon para arremeter contra el subteniente, “propinándole toda clase de golpes, especialmente en cabeza y tórax”.
Eseverri no pudo recuperarse de sus múltiples traumatismos y heridas de arma blanca, falleciendo una semana más tarde en el hospital.
Posteriormente se produjo la detención de 52 personas que pasaron la noche en comisaría, cuatro de ellas ingresaron en prisión acusadas de esta muerte, lo que llevó a que familiares y amigos de estos detenidos, el 3 de julio, en protesta por estas detenciones se encerraran en el ayuntamiento de Pamplona. Este encierro se prolongó y provocó que el cohete del comienzo de los sanfermines ("chupinazo"), se disparara desde el primer piso, y no del segundo como es lo habitual. El comunicado que distribuyeron durante el encierro terminaba así:

Si estamos aquí encerrados es para exigir la libertad inmediata de todos los presos, y así, entre todos, lograr el ambiente más propicio de cara a las próximas fiestas de San Fermín.

### La Transición política de Navarra
La transición política en el País Vasco tuvo una violencia política superior a la del resto de España. Destacando los sucesos de Vitoria, en Navarra, debido a su cercanía geográfica, también ocurrieron sucesos como los sucesos de Montejurra o la semana proamnistía de mayo de 1977, los aquí referidos de los Sanfermines de 1978, la posterior muerte de Gladys del Estal en una concentración ecologista en Tudela en 1979, además de varios muertos en los enfrentamientos en las calles y en los controles que se situaban en las carreteras. A esta complejidad se añade que la persistencia de ETA, incluso después de decretada la amnistía de 1977, complicaba la transición. En declaraciones de Mario Onaindia:

Desde enero de 1977 a junio de 1977 se crea un abismo enorme entre Euskadi y el resto de España. En el 76 había acabado la lucha por la amnistía en el resto de España, y fue entonces cuando comenzó en Euskadi, porque los presos que quedaban eran los de ETA. Mientras fuera comenzaba la normalización, aquí había una represión feroz. [...] En esta época hay poquísimos atentados de ETA.
Mario Onaindia en Memoria de la Transición

#### Evolución política de 1977
En mayo de 1977 diversas fuerzas políticas vascas como Partido Nacionalista Vasco (PNV), Partido Socialista de Euskadi (PSE-PSOE), Euskal Sozialistak Elkartzeko Indarra (ESEI), Partido Comunista de Euskadi (EPK-PCE), Democracia Cristiana Vasca (DCV) y Acción Nacionalista Vasca (ANV), firmaron el denominado «Compromiso Autonómico», donde se acordaba que fuesen los parlamentarios vascos y navarros salidos de las elecciones constituyentes quienes redactasen el futuro estatuto de autonomía. De cara a dichas elecciones, varios de los partidos firmantes del Compromiso (PNV, PSE-PSOE y ESEI) concurrieron con una lista común al Senado, el Frente Autonómico. En Navarra, los nacionalistas vascos, minoritarios, postulaban la integración de Navarra en una misma autonomía con las provincias vascas. Al igual que los socialistas navarros que estaban integrados en el Partido Socialista de Euskadi, y eran partidarios de la integración de Navarra en el País Vasco. Por otro lado los políticos procedentes del franquismo y partidarios de realizar una reforma política, integrados en la Unión de Centro Democrático, mayoritaria en Navarra, se oponían a dicha integración. Por su parte la Alianza Foral Navarra, socio navarro de Alianza Popular formada por los franquistas reticentes con la reforma, rechazaban también la unión.

La ikurriña era enarbolada como símbolo de libertad por los partidos de izquierda en Navarra. Posteriormente el Partido Socialista de Navarra se escindiría del del País Vasco y no secundaría un Estatuto de Autonomía conjunto con Álava, Guipúzcoa y Vizcaya.

Las elecciones, a las que el entorno de ETA se había negado a concurrir tras la sangrienta Semana proamnistía de mayo de 1977, sirvieron para determinar la fuerza real de los diversos grupos políticos que formaban una auténtica sopa de letras en el espacio político vasco-navarro. En el caso navarro, supusieron un revés para el nacionalismo vasco en Navarra, especialmente para los sectores moderados. En el Congreso de los Diputados, la lista impulsada por el PNV, Unión Autonomista de Navarra, había obtenido un 7% de los votos, sin conseguir representación, en tanto que la que agrupaba a los partidos de la izquierda abertzale que sí habían decidido acudir a las elecciones, Unión Navarra de Izquierdas, la había incluso sobrepasado con un 9,5% (también sin representación); el resultado es que de los cinco diputados elegidos por Navarra, tres fueron para la UCD (con un 29% de los votos) y dos para el PSOE (con un 21%), en tanto que la UCD obtenía tres de los cuatro senadores, quedando el restante para el nacionalista vasco Manuel de Irujo, elegido en la lista del Frente Autonómico. De acuerdo con Carlos Garaikoetxea, la ausencia del entorno de ETA en las elecciones fue una de las causas que contribuyeron a la victoria de la derecha en estas elecciones.
Tras la celebración de las elecciones se constituyó la Asamblea de Parlamentarios Vascos (19 de junio de 1977), en la que se integraron todos los diputados y senadores electos en las cuatro provincias, a excepción de los parlamentarios navarros de la Unión de Centro Democrático (tres diputados y tres senadores), que se oponían a la integración de Navarra en una autonomía conjunta.

Entonces el Escudo de Navarra mantenía la Cruz Laureada de San Fernando, concedida por Francisco Franco el 9 de noviembre de 1937 a Navarra por el esfuerzo realizado en la sublevación. El Parlamento de Navarra la retiró en 1981.

Por su parte, el Gobierno de Adolfo Suárez no quiso abordar la concesión de autonomía para el País Vasco y Cataluña antes de la aprobación de la Constitución, por considerar que los Estatutos debían emanar de lo dispuesto en aquella, por lo que propuso unos regímenes preautonómicos para toda España, a fin de asentar el futuro Estado autonómico, recibiendo estos órganos la transferencia de algunas competencias. A lo largo de varios meses, la Asamblea de Parlamentarios Vascos trabajó en un proyecto preautonómico, que debía ser aprobado por la Asamblea y refrendado posteriormente por el Gobierno. El borrador del proyecto ("Proyecto de Decreto-Ley de Régimen Transitorio Preautonómico para el País Vasco"), consensuado por el PSE-PSOE y el PNV, fue aprobado por la Asamblea el 17 de septiembre de 1977, con la abstención de Euskadiko Ezkerra. Consciente del rechazo de la mayoría de los representantes parlamentarios de Navarra a la integración con las provincias vascas en una misma autonomía, el proyecto preveía una preautonomía para Álava, Guipúzcoa y Vizcaya a la que podría unirse en el futuro Navarra si así lo decidían sus representantes parlamentarios y el Consejo Foral de Navarra. Sin embargo, quedó a la espera de la negociación del mismo con el gobierno. Varios escollos aparecieron en dicha negociación, siendo el más importante la cuestión de Navarra, en donde la UCD había obtenido la mayoría de los representantes parlamentarios (seis de nueve), que no habían participado en la Asamblea. La cuestión se resolvió en diciembre de 1977 al aceptar la UCD la posibilidad de la incorporación de Navarra al órgano preautonómico cuatriprovincial, dejándola en manos del órgano foral correspondiente, al tiempo que el PNV accedía a la demanda de la UCD de que dicha incorporación requiriese un referéndum, si la decidiese el órgano correspondiente, para que fuese definitiva. En un acuerdo del 30 de diciembre de 1977, el Consejo Parlamentario de Navarra (que integraba a los diputados y senadores navarros de UCD, PSOE y PNV) se anunció públicamente el pacto y se tomó la decisión de plasmarlo en la futura Constitución en forma de una disposición transitoria.

#### Evolución política de 1978
Así, el ministro adjunto para las Regiones Manuel Clavero Arévalo, mediante un decreto-ley promulgado el 4 de enero de 1978, creó el Consejo General Vasco como institución preautonómica vasca. El decreto preveía que las tres provincias vascas y Navarra pudiesen adherirse al Consejo (y formar parte así de la preautonomía, lo que sería el primer paso para una autonomía cuatriprovincial). La decisión para unirse al Consejo se hacía recaer, en primera instancia, a los diputados y senadores elegidos en cada provincia, y de forma definitiva, mediante decisión de las Juntas Generales, en el caso de las provincias vascas, y del órgano foral correspondiente. Sin embargo, Clavero Arévalo no había tenido en cuenta la excepcionalidad de las negociaciones de Navarra. Esto produjo un terremoto en la UCD y Fernando Abril Martorell realizó una maniobra fuera de lo común, al publicar en el BOE el decreto-ley con un preámbulo que decía:

La mención a Navarra que en el real decreto-ley se realiza que tiene otros precedentes históricos, en modo alguno prejuzga su pertenencia a ninguna entidad territorial de ámbito superior. Dadas las especiales circunstancias de Navarra, que posee un régimen foral, reconocido por la ley de dieciséis de agosto de mil ochocientos cuarenta y uno, la decisión de incorporarse o no al Consejo General del País Vasco corresponde al pueblo navarro, a través del procedimiento que se regula en otro real decreto-ley de la misma fecha.

Con este nuevo decreto-ley, promulgado en el mismo BOE se modificaba sustancialmente el anterior, puesto que, además de acordar que serían el Gobierno y la Diputación Foral de Navarra quienes posteriormente fijarían el órgano que debía aprobar la adhesión, se añadía una condición adicional: además de por dicho órgano, la adhesión debería aprobarse mediante referéndum entre los ciudadanos de Navarra. Como reconoció Abril Martorell:

Creo que es la única vez en la historia en que se ha publicado un decreto ley en el que se avisa: no hagan caso de lo que van a leer a continuación.

Las normas de elección de los órganos citados en el decreto-ley 1/1978 serían fijadas un año después, tras la aprobación de la Constitución. 

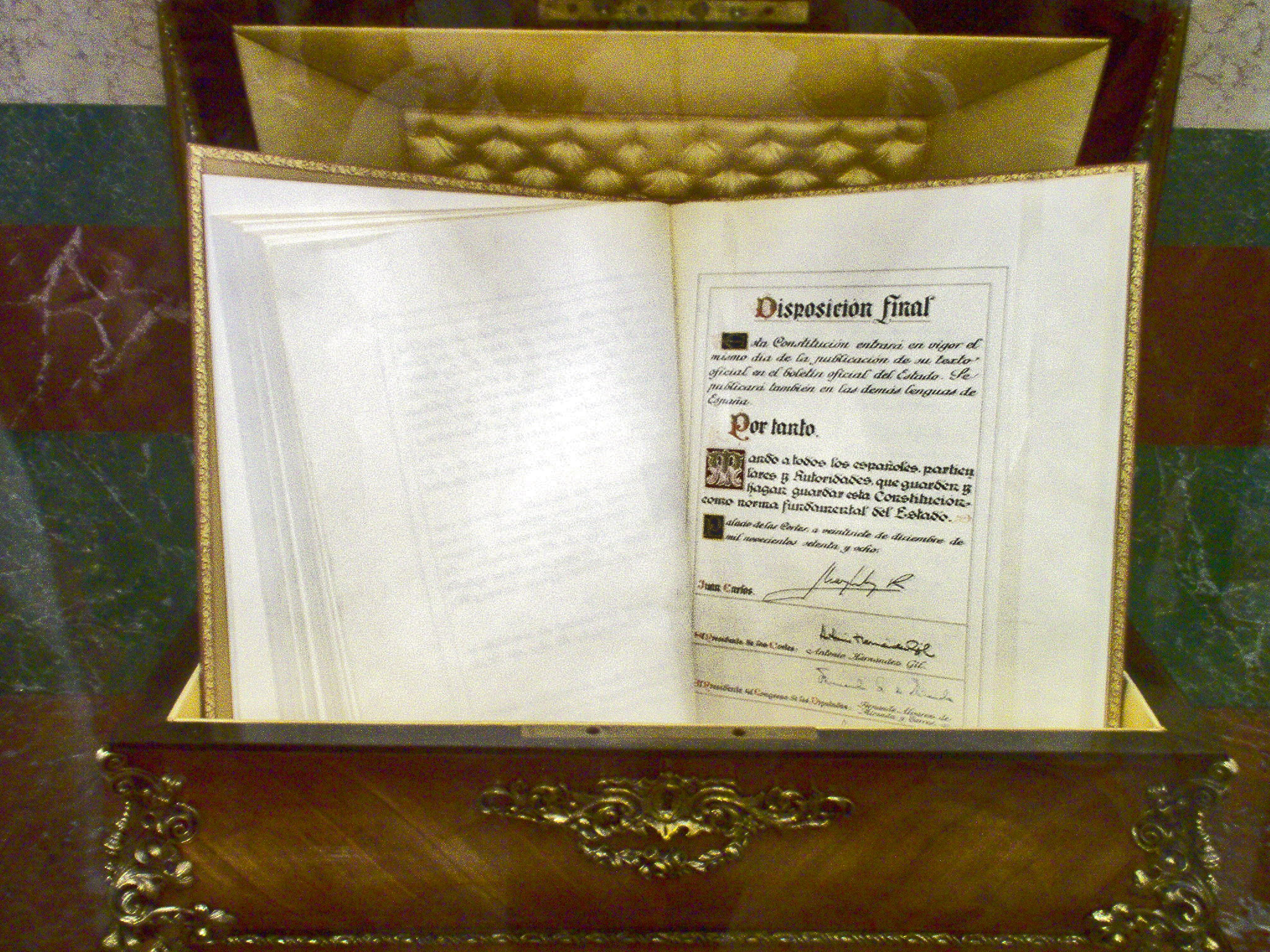
Ejemplar de la Constitución Española conservado en el Congreso de los Diputados.

En los días en que ocurrieron los hechos aquí relatados de los sanfermines de 1978 se estaba negociando el texto de la Constitución Española, en la que se definía el modelo autonómico. Aunque la ponencia constitucional, creada en agosto de 1977, no incluía a representantes del PNV, éstos sí que participaron en múltiples negociaciones con la UCD y el PSOE sobre la "cuestión vasca". Por lo que respecta al estatus de Navarra, durante 1978, las negociaciones iban encaminadas a determinar el modo concreto en el que se redactaría la disposición adicional de la Constitución que plasmaría el pacto alcanzado en diciembre de 1977 entre UCD, PSOE y PNV, y el modo en el que regularía una posible incorporación de Navarra a la autonomía vasca. Según cuenta Carlos Garaikoetxea, presidente entonces del Euzkadi Buru Batzar, el 25 de enero de 1978 se mantuvo una maratoniana negociación entre una representación del máximo nivel del Gobierno español y su partido UCD encabezada por el vicepresidente Abril Martorell, y que incluía también a Landelino Lavilla y Miguel Herrero de Miñón, con representantes de la UCD navarra, como Jaime Ignacio del Burgo; una representación del PSOE, encabezada por Enrique Múgica, con representantes, vascos y navarros, del Partido Socialista de Euskadi, como José María Benegas o el navarro Gabriel Urralburu; y una del PNV encabezada por el propio Carlos Garaikoetxea y Juan de Ajuriaguerra. La postura inicial de la UCD consistía en requerir una mayoría en el referéndum de tres cuartas partes de los votantes navarros, postura posteriormente suavizada a dos tercios para que Navarra se incorporase a la autonomía vasca. Finalmente se acordó una mayoría simple de votos. UCD y PSOE plantearon, no obstante, que la consulta solo se pudiera realizar una sola vez y para siempre, aunque finalmente se acordó que una nueva consulta pudiese plantearse no antes de transcurridos cinco años de la anterior. Este acuerdo se tradujo en una enmienda presentada al anteproyecto de Constitución el día 30 de enero de 1978 y aprobada por unanimidad. Finalmente, la Constitución incluyó la disposición transitoria cuarta por la que Navarra podía integrarse en la autonomía vasca, si así se decidía en referéndum, el cual debía ser convocado por el "órgano foral competente".
El referéndum para la aprobación de la Constitución obtuvo en Navarra un resultado positivo. Los nacionalistas vascos habían llamado a la abstención, al igual que en las provincias vascas, al considerar que aquella no recogía sus demandas. Finalmente, la abstención fue del 33,37%% (siete puntos mayor que la existente en el referéndum de aprobación de la reforma política dos años antes, un 26,37%, en que la llamada a la abstención fue realizado por toda la izquierda democrática aún sin legalizar, y más de quince respecto a la de las elecciones generales de 1977, un 17,76%), ligeramente superior a la del conjunto de España, 32,89%, pero mucho menor que la experimentada en el País Vasco (55,35%). La Constitución de 1978 fue aprobada en Navarra por la mayoría absoluta del censo, con el 50,88% (76,42% de votos favorables con una participación del 66,63%).

#### Evolución política de 1979
Posteriormente, una vez ratificada la Constitución, para el caso de Navarra, mediante un decreto del 26 de enero de 1979, se determinó que el órgano foral competente para solicitar la incorporación al Consejo General Vasco sería el Parlamento de Navarra, así como el modo de elección de este. Las primeras elecciones a las Juntas Generales y al Parlamento de Navarra se hicieron coincidir con las elecciones municipales de 1979. Una vez elegidos, mientras que los parlamentarios de Álava, Guipúzcoa y Vizcaya acordaron que sus provincias se uniesen al Consejo General, los de Navarra decidieron lo contrario (el asunto se discutió en diciembre de 1979, a propuesta de Euskadiko Ezkerra; la propuesta fue desestimada en la Comisión de Régimen Foral el 17 de diciembre, con 4 votos a favor de los grupos nacionalistas vascos, 7 en contra de UCD y UPN y 4 abstenciones del PSOE, sin que por tanto pasase al pleno).

#### Evolución política de 1982
Por su parte, la autonomía en Navarra se alcanzaría finalmente mediante la actualización de la ley Paccionada de 1841 (cuando Navarra dejó de ser reino), un pacto entre la Diputación Foral de Navarra y el Gobierno, que se decidió no refrendar, en 1982 con el Amejoramiento del Fuero.
La disposición transitoria cuarta fue desarrollada en el Amejoramiento del Fuero, en el que se establecía que el "órgano foral competente" era el Parlamento de Navarra (tanto para decidir la convocatoria del referéndum para la adhesión como la tomar la iniciativa para la separación de la comunidad autónoma del País Vasco, algo no previsto en la Constitución), así como en el Estatuto de Autonomía del País Vasco, que preveía que en caso de que Navarra aprobase la adhesión a la comunidad autónoma del País Vasco, el Congreso y el Senado, en sesión conjunta, debían establecer qué requisitos de los establecidos para la reforma del propio Estatuto se debían aplicar, incluyendo siempre la aprobación por parte del "órgano foral competente" (Parlamento de Navarra), la aprobación del nuevo estatuto como ley orgánica y finalmente un referéndum en las cuatro provincias (no se encuentra legislado si la aprobación debe darse en el conjunto de las cuatro provincias o en todas independientemente).

#### Evolución política del PSOE navarro en la Transición

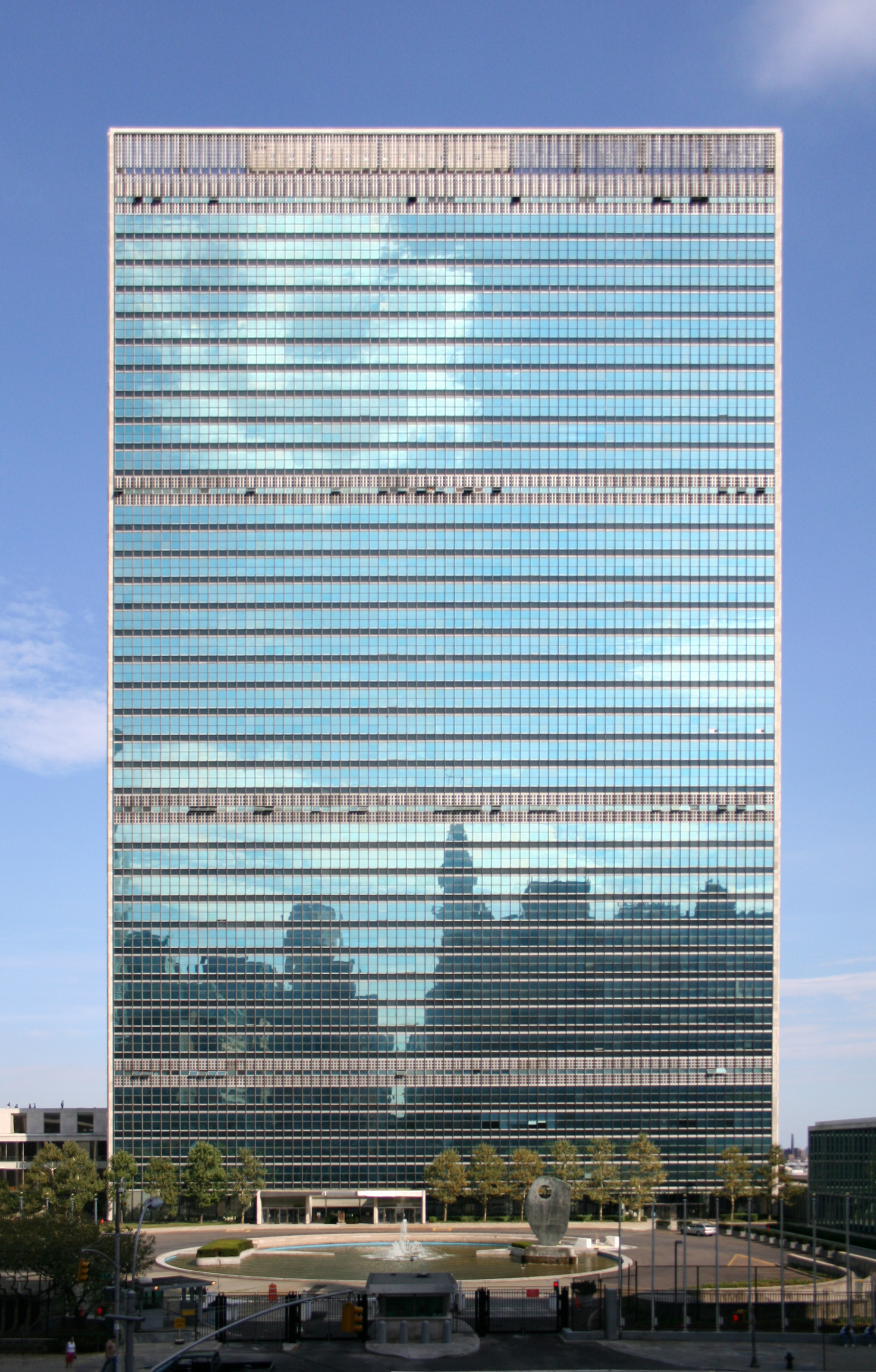
Bajo los auspicios de las Naciones Unidas, el Derecho de autodeterminación se convirtió en un principio jurídico de Derecho internacional. Este principio estuvo en los lemas de muchos partidos políticos durante la transición política.

La postura del PSOE en Navarra fue cambiando durante la transición política. En un principio, los socialistas navarros se integraron en el Partido Socialista de Euskadi y eran partidarios de una autonomía cuatriprovincial. Así, el PSOE firmó el «Compromiso Autonómico» en mayo de 1977 y tras las elecciones de 1979, los dos representantes socialistas (Gabriel Urralburu y julio García Pérez) se integraron en la Asamblea de Parlamentarios Vascos. Unidos en su estrategia política con la Unión General de Trabajadores (estas organizaciones estaban intrínsecamente unidas hasta los años 80, de forma que la afiliación era simultánea en ambas) con una posición favorable a la unión en una autonomía de las cuatro provincias y ante la ausencia de Navarra de las instancias preautonómicas, en el congreso de la UGT de 1978 expresaron las siguientes conclusiones:

es el propio pueblo navarro, cuyas relaciones históricas con el resto del pueblo vasco son evidentes, el que debe decidir mediante referéndum, con plenas garantías democráticas, las formas de vinculación al conjunto de Euzkadi.

Y en el mismo congreso haciendo referencia a la reclamación del derecho de autodeterminación de los pueblos:

[consideramos] el derecho a la autodeterminación, entendiéndolo como la capacidad de Euzkadi para decidir su propio destino, incluida la posibilidad de crear un Estado propio, como la mejor base para la unidad de la clase obrera del Estado español.

## Estela y escultura conmemorativa

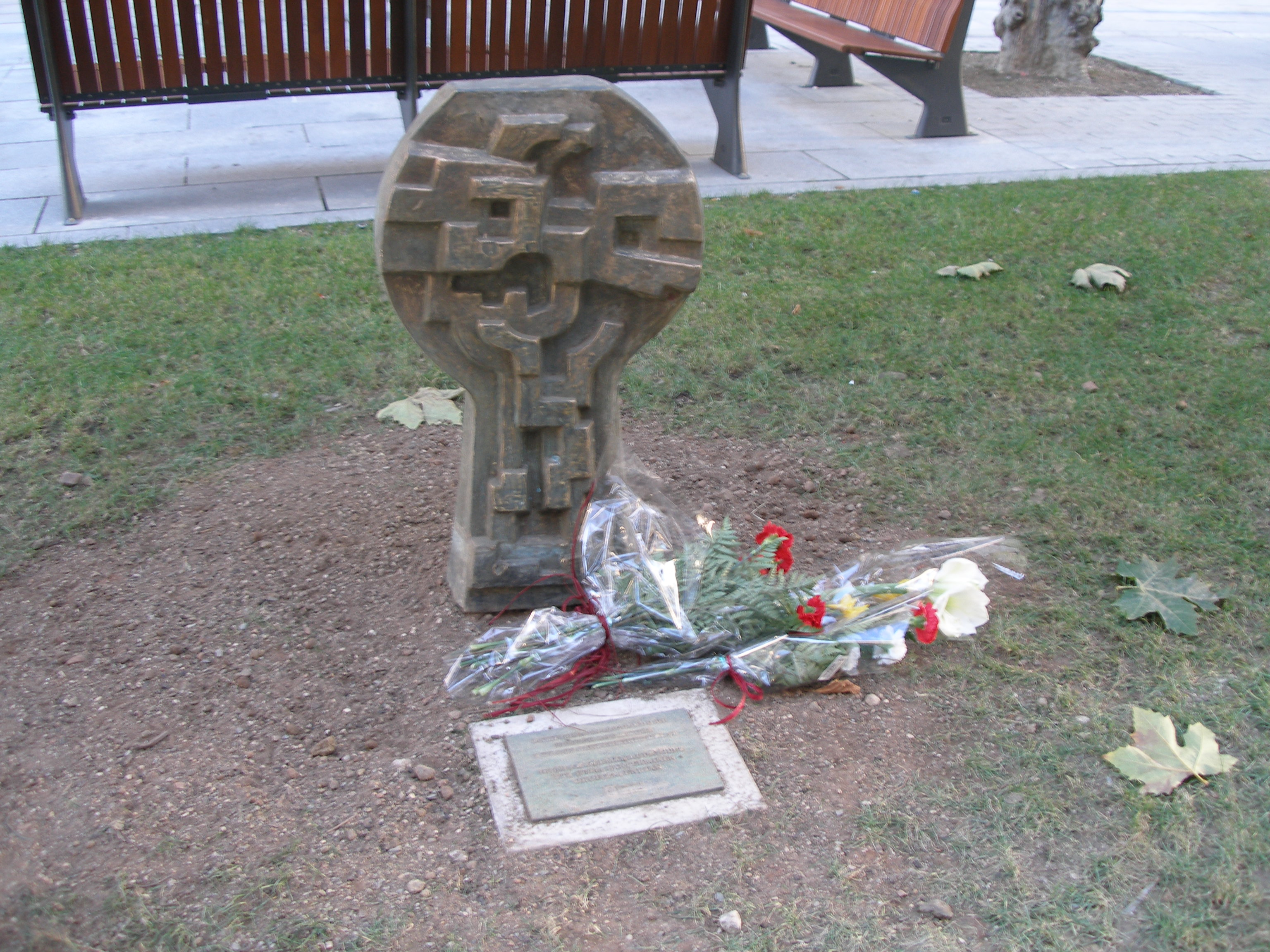
Estela conmemorativa a Germán Rodríguez y a los sucesos de los sanfermines de 1978, repuesta en el 2007.

Posteriormente, en el lugar donde cayó mortalmente herido Germán Rodríguez, se colocó una estela conmemorativa, por iniciativa popular, en torno a la cual se han venido realizando concentraciones en la fecha del aniversario en recuerdo del joven muerto y de la agresión sufrida por la ciudad. 
Esta que inicialmente fue de piedra, fue destrozada a mazazos, siendo repuesta por otra que fue volada con explosivos. Se volvió a colocar otra estela, esta de bronce que estuvo presente durante veinte años hasta que con ocasión de unas obras para realizar un aparcamiento subterráneo en la zona, fue retirada en 2005.
El equipo de gobierno del Ayuntamiento de Pamplona, el 1 de marzo de 2007, formado por Unión del Pueblo Navarro (UPN) y Convergencia de Demócratas de Navarra, decidió, en contra de un acuerdo plenario anterior y con la postura contraria de los demás partidos del consistorio, no volver a colocarla y colocar en su lugar una placa conmemorativa. En su lugar se instaló en febrero de 2007 un monumento al encierro de grandes dimensiones realizado por el escultor Rafael Huerta.

Secuencia del aurresku en homenaje a Germán en la inauguración popular de la estela.

Tras la pérdida por parte de UPN de la mayoría absoluta en las elecciones de mayo de 2007, aunque ostentando la alcaldía este partido, en el pleno del 21 de septiembre de 2007 se decidió reponer el monolíto a petición de Hilarria, con los votos favorables de Nafarroa Bai, Partido Socialista de Navarra y Acción Nacionalista Vasca, oponiéndose Unión del Pueblo Navarro.
El 21 de noviembre de 2007, cumpliendo el acuerdo antes citado, se repuso la estela en la avenida de Roncesvalles, a escasos metros de donde estaba la anterior, sin realizar ningún tipo de ceremonia. Asimismo en la base se colocó una placa con la inscripción en castellano y euskera:

Pamplona en recuerdo de Germán Rodríguez y de los Sanfermines del 78.

El 14 de diciembre de 2007, se realizó una inauguración de la misma de forma popular, sin presencia de representantes oficiales.
En la conmemoración de 2015 acudió por primera vez el alcalde de Pamplona, el recientemente elegido Joseba Asiron y en la del 2016 además de la participación institucional se cambió la placa y se puso el siguiente texto:
"En memoria de Germán Rodríguez Saiz, muerto por disparo de la Policía el 8 de julio del 78"
El 29 de junio de 2018 se inauguró la escultura "Gogoan" (en recuerdo) de la escultora Dora Salazar. Está situada en la misma avenida de Roncesvalles, lugar dominante de la represión policial y en el que murió Germán Rodríguez. El coste ha sido sufragado por particulares, asociaciones, colectivos y peñas. Son 392 que figuran en una caja colocada en el interior.

## Desclasificación de documentos
40 años después, el 18 de enero de 2018, el Parlamento de Navarra aprobó (con los votos a favor de UPN, Geroa Bai, EH Bildu, Podemos-Ahal Dugu, PSN e I-E, y la abstención del PPN) una resolución por la que se instaba al Gobierno español a desclasificar toda la documentación e información existente en la Administración del Estado, que tenga relación con los sucesos de los Sanfermines de 1978. El 8 de mayo de 2018, la propuesta fue rechazada en el Congreso con los votos de PP, PSOE y Cs.

### Filmografía
- Francisco Avizanda y Patxi Chocarro Resumen de noticias. Pamplona diciembre 1977 - julio 1978.
- Juan Gautier y José Ángel Jiménez, Sanfermines 78, película documental.
- Cuéntame como pasó: capítulo 200